# Zemská silnice B58
Zemská silnice Doiber Straße B58 prochází v jižní částí Burgenlandu. Začíná výjezdem vpravo ze silnice Güssinger Straße B57 v údolí řeky Rába, jižně od města Jennersdorf, nedaleko od vesnice Doiber, podle níž je pojmenována. Vede jihozápadojižním směrem a končí na hranici se Slovinskem. Délka silnice je zhruba 12 km.

## Popis
| km   | Místo                      | Popis                                                                              | m n. m. |
| ---- | -------------------------- | ---------------------------------------------------------------------------------- | ------- |
| 0    | Güssinger Straße B57       | Počátek na odbočce ze silnice Güssinger Straße B57                                 | 245     |
| 0,6  |                            | kruhový objezd, B58 vede přímo, vpravo obec Doiber, vlevo Sankt Martin an der Raab | 247     |
| 4,5  | Windisch-Minihof           | průjezd obcí                                                                       | 272     |
| 6,5  | Minihof-Liebau             | průjezd obcí                                                                       | 280     |
| 11,8 | Hraniční přechod Bonisdorf | B58 končí na hranici se Slovinskem                                                 | 333     |

Poznámka: v tabulce uvedené kilometry a nadmořské výšky jsou přibližné.